# ژیلبر د ریک
ژیلبر د ریک (انگلیسی: Gilbert De Rieck؛ زادهٔ ۲۸ سپتامبر ۱۹۳۶) دوچرخه‌سوار اهل بلژیک است.